# ملح هذا البحر (فلم)
ملح هذا البحر هو فيلم دارمي- رومانسي فلسطيني من إنتاج عام 2008. الفيلم من بطولة الممثلة الأمريكية فلسطينية الأصل سهير حماد ويشاركها البطولة الفنان الفلسطيني صالح بكري. رُشح لجوائز عدة وهو من إخراج آن ماري جاسر.

## القصة
يدور الفيلم حول ثريا التي تعود من أميريكا للحصول على ميراث جدها الموجود في البنك البريطاني من قبل نكبة 1948. في الدقائق العشر الأولى من الفيلم، الذي تجاوز الساعة بقليل يشعر المشاهد بأنه أمام فيلم وثائقي، إذ تبدأ الأحداث بلقطات وثائقية عن جرف وهدم بيوت الفلسطينيين، بعدها تظهر بطلة الفيلم ثريا التي تحمل جواز سفر أمريكي، القادمة من بروكلين لزيارة يافا، مدينة عائلتها. ومع أنها أمريكية الجنسية إلا أن ملامحها العربية واسم عائلتها يجعلها غير مرحب بها من قبل قسم التفتيش في المطار الذي ينقلها من ضابط إلى آخر، مع تكرار الأسئلة نفسها. بعد انتهاء إجراءات التفتيش تنطلق ثريا إلى البنك برام الله لتطالب بمال جدها وتفاجئ أنهم يرفضون إعطاءها المال بحجة أن كل المال المودوع في البنك قبل النكبة لا يمكن إسترداده فترد على مدير البنك أن البنك مازال موجودًا كيف المال غير موجود يصر المدير على موقفه، تخرج ثريا من البنك وتقابل عماد شاب فلسطيني تعرفت عليه حديثًا يعمل نادلًا في مطعم. يقرران أن يسرقوا البنك وبالفعل يقتحمون البنك وتطلب من المحاسب أن يعطيها 15 ألف دولار وسنتان وهو نصيب جدها مع الفائدة. يهربون مع صديقهما الثالث مروان إلى يافا. وتزور بيت عائلتها وتفاجئ بأن امرأة إسرائيلية تعيش فيه. يطرق عماد باب المنزل فتفتح الإسرائيلية فيخبرها هل تعلمين أن هذا المنزل ملكًا لهذه السيدة ويشير لثريا تخبره أنها لا تعلم وإنها ممكن أن تستضيفهم. فيدخل الأصدقاء الثلاث وتسألها ثريا عن أثاث المنزل فتجيبها الإسرائيلية أن ربما عائلتها تخلصت منه يمر بضعة وقت وتطلب ثريا من الإسرائيلية مغادرة البيت فترفض وتطلب لها الشرطة تغادر ثريا وعما أمّا مروان فسيبقى. يققران أن يزوروا قرية الدوايمة وهي مسقط رأس عماد. وهي قرية مهجورة لكنها يجدان بيتًا فيقيما فيه ويخرجان للضرورة ولشراء احتياجاتهم وفي إحدى المرات تأتي دورية شرطة تطالب عماد بأوراقه فيكتشفوا أنه فلسطيني تأتي ثريا لتنقذ الموقف لكن دون جدوى فيفترقا، هي تعود لبلادها بعد انتهاء مدة الإقامة -أسبوعين- وعماد تاخذه السلطات.

## الأبطال
1. سهير حماد- ثريا
2. صالح بكري - عماد
3. رياض إديس - مروان
4. يحيى بركات - زياد
5. خالد حوراني - خالد
6. إسماعيل ديباج - محاسب البنك
7. جاك سعاده - مدير البنك
8. إيمان عون- صاحب الأرض الثري

## فيلم ملح هذا البحر إلى الاوسكار
قررت وزارة الثقافة الفلسطينية اعتماد الفيلم الفلسطيني «ملح هذا البحر» لدخول مسابقة الأوسكار. الفيلم من إخراج المخرجة الفلسطينية الشابة آن ماري جاسر، وهو فيلمها الطويل الأول، بالإضافة إلى كونه أول فيلم روائي تقوم بإخراجه مخرجة فلسطينية. وقد سبق وان تم اختيار الفيلم ضمن الاختيارات الرسمية لمهرجان كان.

## توضيحات الفيلم
ويوضح هذا القيلم الحدث الواقعي الذي يقدم صورة للحياة القاسية التي تستعرض من خلالها المخرجة آن ماري جاسر بعض ممارسات الاحتلال وحواجزه وامتهانه للكرامة الإنسانية في الضفة الغربية، وتصويرها لحالة الشعب الفلسطيني الضيقة والخالية من الأحلام فيها، والعنصرية داخل المجتمع الإسرائيلي الذي يقسّم ويتعامل مع الناس حسب هوياتهم الدينية، وبين المعاني الدلالية التي تقدمها أحداث مثل إنكار البنك البريطاني الفلسطيني لميراثها من جدها.

## الجوائز
1. جائزة أفضل سيناريو في مهرجان دبي السنيمائي.
2. أفضل فيلم في مهرجان ميلانو.
3. رُشح لفئة أفضل فيلم أجنبي في مهرجان كان 2009.
4. فيلم افتتاح مهرجان القصبة في رام الله في عام 2008.
5. أول فيلم روائي طويل للمخرجة آن ماري جاسر.
6. تنافس على جائزة الكاميرا الذهبية لأفضل أول فيلم.
7. رشح في أكاديمية الفنون لأحسن فيلم أجنبي.[1]

## روابط خارجية
- مقالات تستعمل روابط فنية بلا صلة مع ويكي بيانات